# Megalin
Megalin (auch Low Density Lipoprotein receptor-related Protein 2, LRP2) ist ein Protein in der Zellmembran mehrerer Gewebe, ein so genannter Rezeptor. Es ist eines von zwei für die Endozytose verantwortlichen Proteine in Zweiseitentieren, und damit auch im Menschen. Mutationen im LRP2-Gen können zu Megalinmangel und dieser zu Proteinurie und zum seltenen Donnai-Barrow-Syndrom, einer schweren Entwicklungsbeeinträchtigung, führen.
Megalin gehört zu der Rezeptorfamilie der LDL-Rezeptoren. Mit 4630 Aminosäuren ist es ein sehr großes Protein.

## Funktion
Megalin ist hauptsächlich in Epithelgewebemembranen zu finden und sorgt dort zusammen mit seinem Partner Cubilin durch Membrantransport (Endozytose) für die Absorption vieler Stoffe in die Zelle. Megalin bindet nicht nur an Cubilin, das selbst als Rezeptor für viele Lipid-, Hormon- und Vitamin-transportierende Komplexe agiert. Megalin bindet selbst außerdem an Lipide, Blutgerinnungsfaktoren, VLDL, Albumin, Lactoferrin, Selenoprotein P und Clusterin. Der Cubilin:Megalin-Komplex ist so hauptverantwortlich für die Aufnahme von Cobalamin im Darm, von Proteinen, Lipiden, Calcidiol und Eisen aus dem Blut, und der Rückhaltung der meisten dieser genannten Stoffe in den proximalen Tubuluszellen.
Der Cubilin:Megalin-Komplex ist möglicherweise notwendig, um Gallensteine zu verhindern. Varianten von Megalin sind assoziiert mit dem Auftreten, dem Verlauf, und der Effektivität der Therapie von Prostatakrebs. Über die Bindung an Metallothionein spielt Megalin eine Rolle bei der Entwicklung von Astrozyten.
LRP2 ist ein wichtiges Regulatorprotein bei der Schließung des Neuralrohrs in der frühen Embryogenese.

## Regulation
Die Aktivität und Expression von Cubilin und Megalin wird von Tretinoin angeregt und ist daher in teilenden und Krebszellen erhöht. Die Expression von Megalin in den Nieren ist im Alter erhöht, wahrscheinlich um die steigende Anzahl der Defekte an dem großen Protein auszugleichen.